# Inhibiteur de CDK
Pour les articles homonymes, voir CDK et CKI.

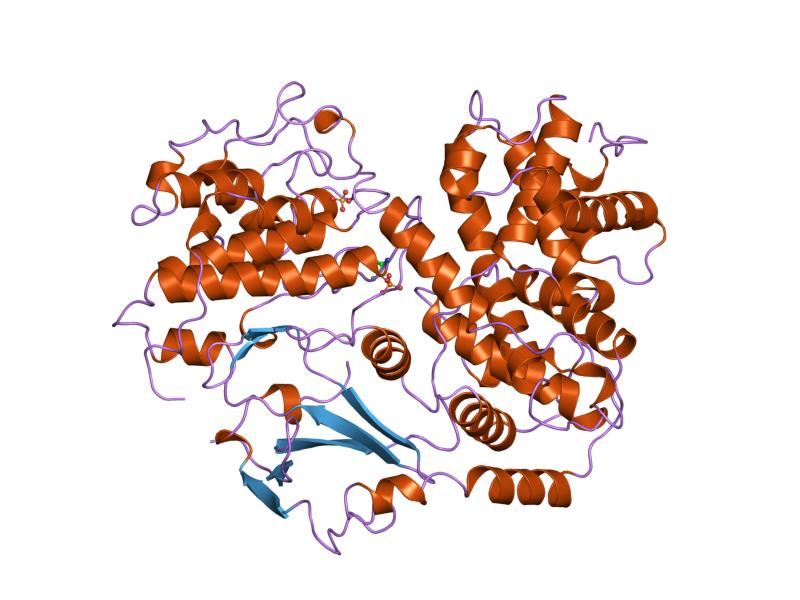
Structure de la CKI p27

Les inhibiteurs de CDK ou CKI (de l'anglais : Cyclin Kinase Inhibitor) sont des protéines qui inhibent les kinases cycline-dépendantes et empêchent ainsi le passage d'un point de contrôle du cycle cellulaire.

## Familles
Chez les mammifères il existe 2 familles de CKI :
- les Cip/Kip : p21, p27 et p57[1].
- les INK4 : p15, p16, p18, p19. Elle inhibe les CDK4 et CDK6[1].